# 苏州大学师范学院
苏州大学师范学院是2019年9月16日，由苏州市教育局与苏州大学共建一所学院，该学院受到了田家炳基金会支持。

## 专业设置

### 人文学科
汉语言文学（师范）、思想政治教育、历史学（师范）、英语（师范）、美术学（师范）、体育教育、教育学（师范）、教育技术学（师范）（隔年招生）、音乐学（师范）

### 理工学科
数学与应用数学（师范）、化学（师范）、物理学（师范）、生物科学（师范）